# Calliodes barnsi
Calliodes barnsi är en fjärilsart som beskrevs av Louis Beethoven Prout. Calliodes barnsi ingår i släktet Calliodes och familjen nattflyn. Inga underarter finns listade i Catalogue of Life.